# Bruno Engelmeier
Bruno Engelmeier (Vienna, 5 settembre 1927 – 2 luglio 1991) è stato un calciatore austriaco, di ruolo portiere.